# ألفارو بيريس
ألفارو بيريس (بالبرتغالية: Álvaro Henrique Alves Pires‏) هو لاعب كرة قدم برازيلي في مركز الوسط، ولد في 11 مارس 1985 في Jardinópolis, São Paulo ‏ في البرازيل. لعب مع سبارتاك نالتشيك ولوس أنجلوس غلاكسي ونادي إنترناسيونال ونادي جوينفيل ونادي فورتاليزا.

## وصلات خارجية
- ألفارو بيريس على موقع قاعدة بيانات كرة القدم.إي يو (الإنجليزية)
- ألفارو بيريس على موقع Soccerway.com (الإنجليزية)
- ألفارو بيريس على موقع عالم كرة القدم.نت (الإنجليزية)